# Sau (groupe)
 (février 2012).
Si vous disposez d'ouvrages ou d'articles de référence ou si vous connaissez des sites web de qualité traitant du thème abordé ici, merci de compléter l'article en donnant les références utiles à sa vérifiabilité et en les liant à la section « Notes et références ».
Sau a été l'un des groupes pionniers du rock catalan, et l'un des groupes qui ont eu plus de succès. Le groupe était formé par Carles Sabater, chanteur, et Pep Sala, guitariste et pianiste. Le groupe a été créé en 1987 et a disparu en 1999, avec la mort de Carles Sabater
Pep Sala composait la mélodie des chansons et Carles Sabater écrivait les paroles ; Joan Capdevila était le manager du groupe et collaborait au début à la création des chansons. 

## Discographie
- No puc deixar de fumar (1987)
- Per la porta de servei (1989)
- Quina nit (1990)
- El més gran dels pecadors (1991)
- Concert de mitjanit (1992, directo)
- Els singles (1992)
- Junts de nou per primer cop (1994)
- Cançons perdudes, rareses, remescles (1995, recopilatorio)
- Set (1996)
- Bàsic (1997, directo acústico)
- Amb la lluna a l'esquena (1998)

## Concerts
Sau a participé au concert historique du 14 de junio 1991 dans le Palau Sant Jordi, avec Els Pets, Sopa de Cabra, et Sangtraït, où ils ont réussi le récord europeen d'asistence en local fermé, avec 22.104 spectateurs. Une autre des actuations les plus  importantes a eu lieu dans la plaza de toros Monumental de Barcelona, en juillet 1992, enregistrée dans l'album Concert de mitjanit.[pas clair]